# Estación El Pingo

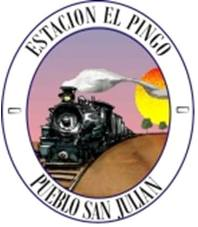
Escudo de El Pingo.

El Pingo es una estación de ferrocarril ubicada en la localidad de mismo nombre del departamento Paraná en la provincia de Entre Ríos, Argentina. 
Se encuentra precedida por la Estación María Grande y le sigue Estación Hasenkamp, y desde esta estación parte el ramal a la Estación Paraná.

## Historia
En la construcción del ramal ferroviario que une Diamante con Curuzú Cuatiá (Corrientes), a media distancia entre María Grande y Hasenkamp, se construyó un apeadero conocido como De Elizalde. En la zona estaban las casas de José Elizalde (comerciante), Ramona Godoy de Salas (comerciante), Leopoldo Rodríguez (ganadero), Jean Vincent Plassy (comerciante y ganadero) y Prudencio Vital Rodríguez (ganadero) y la Escuela Provincial n.º 120. 
También estaba el bañadero oficial de ganados, administrado por Justo Peralta. La ley nacional n.º 6341 de 1909, autorizó al Poder Ejecutivo para construir un ramal férreo que, partiendo desde Paraná, empalmase con el Diamante-Curuzú Cuatiá en las inmediaciones de Apeadero Elizalde. Ante esa norma legal, la Administración de Ferrocarriles del Estado indicó de inmediato los trabajos de confección de planos y presupuesto. 

### Década del 20'
El tiempo pasó y en el plano aprobado de 1927, a la cabecera noroeste se la denominó Desvío El Pingo. Al año siguiente, se inició la construcción del obrador, con vías muertas para vagones-viviendas, casitas de durmientes, agua potable, sanitarios, escuela, enfermería y proveeduría. La población la constituían 200 familias con un total de 949 trabajadores, entre ingenieros, capataces y peones. Los trabajos recién comenzaron el 25 de febrero de 1930, ejecutándose movimientos de tierra de 15 km y alambrados dobles. La obra se interrumpió por el movimiento revolucionario de 1930, que derrocó al presidente Hipólito Yrigoyen. En 1938, se resolvió proseguir la obra y el presidente Juan P. Justo dispuso por decreto, la adjudicación a la empresa Hume Hnos. (el importe fue de $ 6.100.000). El ramal se terminó en 1942, pero se inauguró el 1 de noviembre de 1943. Para tal acontecimiento, arribó a Paraná una locomotora con un vagón de pasajeros, entre los que estaban Mc Clean, presidente de Hume Hnos., miembros del Ferrocarril Nacional, más autoridades provinciales, militares y eclesiásticas. Desde ese momento, Desvío El Pingo pasó a llamarse Estación El Pingo. 

### Primer personal
Compuesto por: jefe, Santos Antonio Gani; auxiliar, Salvador Alejandro Leguizamón; cambista, Camilo Ayala; capataz de cuadrilla vial, Crispín Maidana; 2º capataz, Albino Bergara y autoridad policial, José Barbieris. En 1947 se construyó el depósito de máquinas y el encargado fue Manuel Ramallo, los maquinistas Roberto Battig, Ernesto Crik y Francisco Nieto y los guardias, Regino Mariani y Camilo Ayala. Con el nacimiento de este poblado, llegaron los primeros comerciantes. El lunes 16 de agosto de 1954 llegó por primera vez el tren de pasajeros, siendo un coche motor Ganz, a la hora 9.00, con destino a Concordia.